# بحر الغزال (مقاطعة)
بحر الغزال (بالفرنسية: Barh El Gazel)‏ كانت سابقًا إحدى المقاطعات في منطقة كانم في تشاد.
في عام 2008 تم فصل القسم السابق عن كانم لتصبح منطقة جديدة تحمل نفس الاسم.
عاصمة القسم السابق والمنطقة الجديدة موسورو.

## التقسيمات الفرعية
تُقسم المقاطعة إلى ست محافظات فرعية[بحاجة لمصدر]: 
- أمسيلب
- شدرة
- منجورة
- ميكيمير
- موسورو
- صلال